# Lembras
 Lembras  (en occitano Lembrac) es una población y comuna francesa, situada en la región de Aquitania, departamento de Dordoña, en el distrito de Bergerac y cantón de Bergerac-2.

## Demografía
| 570 | 597 | 723 | 977 | 1174 | 1194 |
| Para los censos de 1962 a 1999 la población legal corresponde a la población sin duplicidades (Fuente: INSEE [Consultar]) |     |     |     |      |      |